# Atmosfera di Plutone
L'atmosfera di Plutone è il tenue strato di gas che circonda il pianeta nano, ed è composta da azoto e in misura minore da metano e monossido di carbonio derivanti dalla sublimazione dei ghiacci superficiali. La pressione nei pressi della superficie è di circa 1 Pa (10 μbar), circa 100.000 volte inferiore alla pressione terrestre. Contiene strati di foschia, costituiti probabilmente da composti più pesanti che si formano da questi gas, a causa delle radiazioni ad alta energia, ed è particolarmente mutevole, per ragioni non del tutto chiare e non causate esclusivamente dalle peculiarità delle rotazioni orbitale e assiale di Plutone.
Plutone è l'unico oggetto transnettuniano noto a possedere un'atmosfera. La pressione dell'atmosfera sulla sua superficie, misurata dalla sonda spaziale New Horizons nel 2015, è di circa 1 Pa (10 μbar) μbar), circa 100.000 volte inferiore alla pressione atmosferica della Terra. La temperatura superficiale è compresa tra 40 e 60 K (da −230 a −210 °C) , ma cresce rapidamente con l'altitudine poiché il metano genera un effetto serra nella sua atmosfera. Vicino ai 30 km di altitudine raggiunge in genere i 110 K, per poi decrescere gradualmente.
L'atmosfera di Plutone è stata studiata a partire dagli anni ottanta sulla base dell'osservazione di occultazioni di stelle da parte di Plutone e con osservazioni spettroscopiche, mentre nel 2015 è stato studiato da vicino dalla New Horizons.

## Scoperta

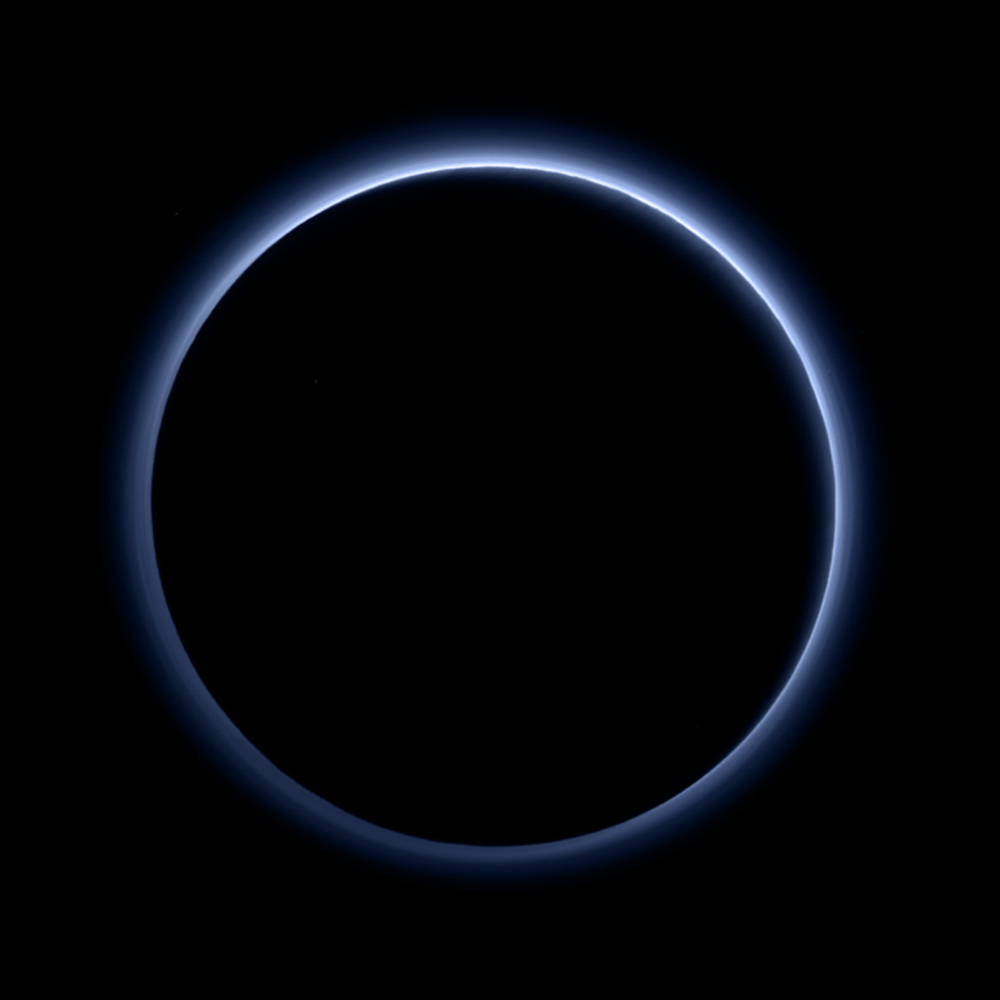
Immagine in colori quasi reali che mostrano l'atmosfera di colore blu.

Già negli anni quaranta Gerard Kuiper cercò le prove dell'esistenza di una atmosfera con osservazioni spettroscopiche di Plutone, senza successo. Negli anni settanta alcuni astronomi avanzarono l'ipotesi di un'atmosfera spessa e persino di oceani di neon: a quei tempi si pensava che tutti gli altri gas che abbondano nel sistema solare dovrebbero congelare o disperdersi nello spazio. Questa ipotesi però si basava su una sovrastima della massa di Plutone.
La prima indiretta evidenza dell'atmosfera si ebbe nel 1976 quando con osservazioni nell'infrarosso con il Telescopio Mayall si scoprì la presenza del ghiaccio di metano sulla sua superficie, che alle temperature plutoniane sarebbe dovuto sublimare.
L'esistenza dell'atmosfera di Plutone venne provata quando negli anni ottanta lo si osservò durante le occultazioni stellari. Il 19 agosto 1985 Noah Brosch e Haim Mendelson dell'Osservatorio Wise in Israele osservarono Plutone che occultava una stella, ma la qualità dei dati era piuttosto scarsa a causa di condizioni di osservazione sfavorevoli, inoltre la descrizione dettagliata è stata pubblicata solo 10 anni dopo. Il 9 giugno 1988 l'esistenza dell'atmosfera fu definitivamente provata con osservazioni di occultazioni da otto diversi siti, con i migliori risultati ottenuti dall'osservatorio aviotrasportato Kuiper. La temperatura e la pressione erano impossibili da calcolare in quel momento a causa dell'assenza di dati sulla composizione chimica dell'atmosfera e di una grande incertezza nel raggio e nella massa di Plutone.
Nel 1992 con l'United Kingdom Infrared Telescope divenne chiaro che la superficie di Plutone era coperta principalmente da ghiaccio di azoto, più volatile del metano; ciò suggeriva che anche l'atmosfera fosse principalmente costituita da questo elemento. La stessa osservazione fu fatta con l'Infrared Telescope Facility della NASA che rivelò per la prima volta la presenza di metano allo stato gassoso.
Intorno all'anno 2000, Plutone è entrato nei campi ricchi di stelle della Via Lattea, dove rimarrà fino al 2020. Le prime occultazioni stellari dopo il 1988 furono osservate nel 2002 da un team guidato da Bruno Sicardy dell'Osservatorio di Parigi, James Elliot del MIT e Jay Pasachoff del Williams College. Sorprendentemente, la pressione atmosferica fu calcolata in 0,3 Pa, anche se Plutone era più lontano dal Sole rispetto al 1988 e quindi avrebbe dovuto essere più freddo e avere un'atmosfera più rarefatta. Una spiegazione plausibile è che nel 1987 il polo sud di Plutone era uscito dall'ombra per la prima volta in 120 anni, causando la sublimazione di una considerevole quantità di azoto della calotta polare sud. Saranno necessari decenni perché avvenga la condensazione dell'azoto in eccesso nel polo opposto, secondo un fenomeno ciclico. Nello stesso studio è stata anche rivelata quella che potrebbe essere la prima prova della presenza di vento nell'atmosfera di Plutone.
Un'altra occultazione venne osservata il 12 giugno 2006, con altre successive che si verificarono con maggior frequenza. L'elaborazione di questi dati mostrava che la pressione continuava ad aumentare. Nell'ottobre 2006, la NASA ha annunciato la scoperta della presenza di etano sulla superficie di Plutone. L'etano sarebbe il risultato della fotolisi o della radiolisi (la conversione chimica determinata, rispettivamente, dalla luce o da particelle radioattive) di metano congelato sulla superficie di Plutone e sospeso nell'atmosfera.
Un'occultazione di una stella particolarmente brillante, circa 10 volte più luminosa di Plutone stesso, è stata osservata il 29-30 giugno 2015, appena 2 settimane prima del fly-by della New Horizons.
Il 14 luglio 2015 la New Horizons ha studiato l'atmosfera di Plutone per la prima volta da distanza ravvicinata, tramite radio occultazioni e osservando l'indebolimento della radiazione solare durante il volo nel cono d'ombra di Plutone. La pressione atmosferica superficiale è risultata minore di quella osservata negli anni precedenti, segno che parte di essa si era congelata precipitando sulla superficie, a causa dell'allontanamento di Plutone dal Sole e del suo conseguente raffreddamento.

## Composizione

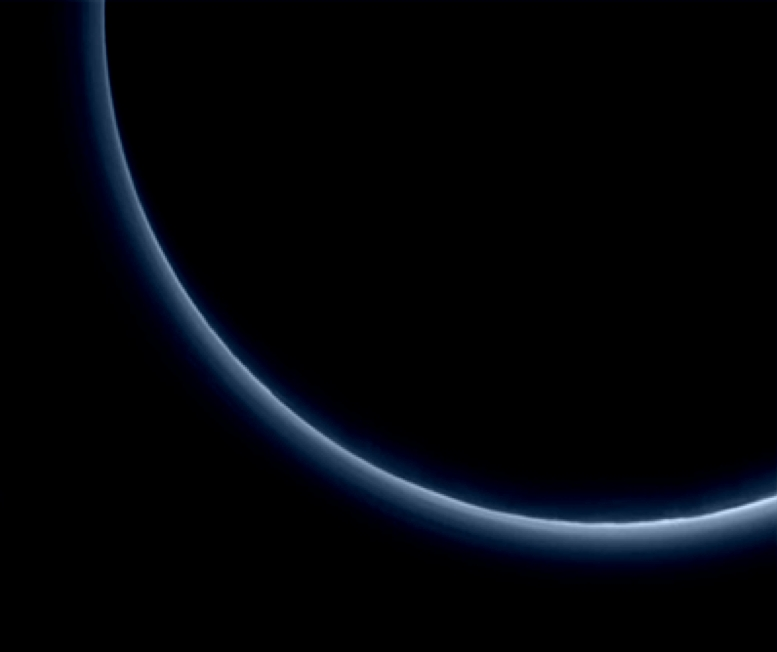
Atmosfera di Plutone illuminata dal Sole in un'immagine della sonda New Horizons.

Il componente principale dell'atmosfera di Plutone è l'azoto, mentre il contenuto di metano, secondo le misurazioni della New Horizons, è pari allo 0,25%. Per il monossido di carbonio, le stime basate da Terra sono dello 0,025-0,15% (2010) e 0,05-0,075% (2015). Sotto l'influenza della radiazione cosmica ad alta energia, questi gas reagiscono per formare composti più complessi, tra i quali etano (C2H6), etilene (C2H4), acetilene (C2H2), idrocarburi più pesanti, nitrili e acido cianidrico (la quantità di etilene è circa 0,0001% e la quantità di acetilene è di circa 0,0003%). Questi composti precipitano lentamente sulla superficie, e tra questi sono probabilmente presenti anche le toline, che sono responsabili del colore bruno-rossastro di Plutone (così come quello di alcuni altri corpi del sistema solare esterno).
Il composto più volatile nell'atmosfera di Plutone è l'azoto, seguito dal monossido di carbonio e dal metano. L'indicatore di volatilità è la pressione di vapore saturo; alla temperatura di 40 K (vicino al valore minimo della superficie di Plutone) è di circa 10 Pa per l'azoto, 1 Pa per il monossido di carbonio e 0,001 Pa per il metano. Aumenta rapidamente con la temperatura e a 60 K (vicino al valore massimo) si avvicina, rispettivamente, a 10.000, 3000 e 10 Pa. Per idrocarburi più pesanti del metano, acqua, ammoniaca, anidride carbonica e acido cianidrico, questa pressione è ancora molto bassa (circa 10-5 Pa o anche meno), che indica, almeno nella bassa atmosfera di Plutone, assenza di volatilità per questi composti.

## Foschia

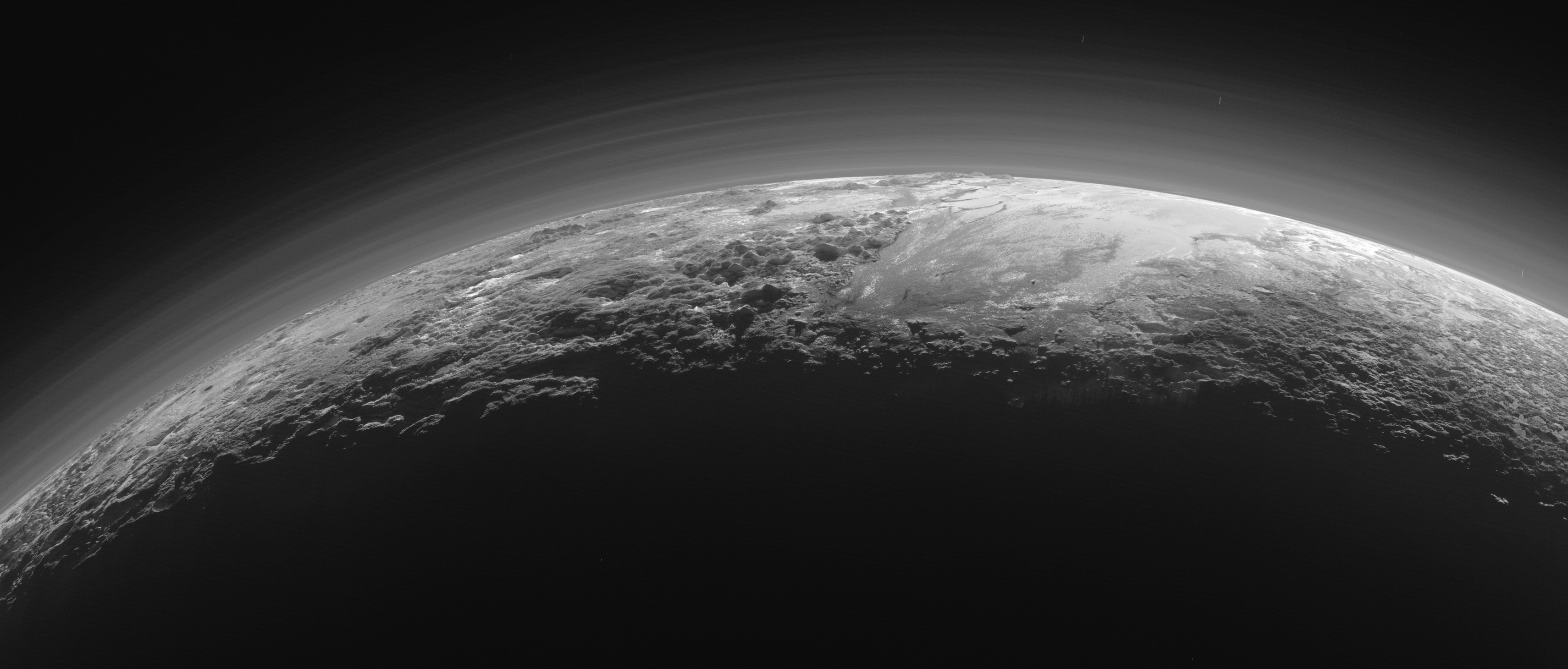
Fotografia della New Horizons presa 15 minuti dopo il sorvolo ravvicinato a Plutone, che mostra l'atmosfera retroilluminata dal sole.

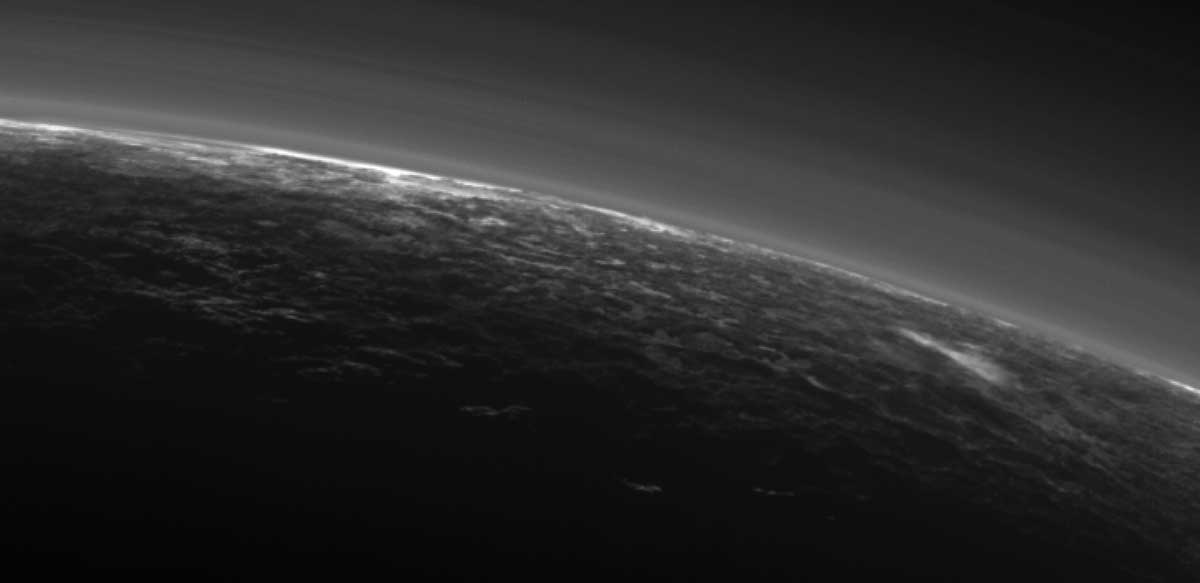
Possibili nuvole di Plutone.

La New Horizons ha scoperto nell'atmosfera di Plutone una foschia a più strati, che copre l'intero pianeta nano e raggiunge un'altitudine di oltre 200 km. Le migliori immagini ottenute dalla sonda mostrano circa 20 strati di foschia la cui estensione orizzontale non è inferiore a 1000 km, mentre la distanza verticale tra uno strato e l'altro è di circa 10 km.
Nonostante la densità dell'atmosfera sia molto bassa, la foschia è piuttosto apprezzabile e diffonde sufficiente luce per permettere di fotografare alcuni dettagli del lato non illuminato di Plutone. La dimensione delle particelle di foschia non è chiara: il suo colore blu indica un raggio delle particelle vicino a 10 nm, ma il rapporto di luminosità con diversi angoli di fase indica un raggio superiore a 100 nm. Ciò può essere spiegato dall'aggregazione di particelle piccole (qualche decina di nm) in aggregati più grandi (centinaia di nm).
Probabilmente la foschia è costituita da particelle di composti non volatili, che sono sintetizzati dai gas atmosferici sotto l'influenza delle radiazioni cosmiche ad alta energia. Gli strati di foschia potrebbero essersi formati a causa delle onde atmosferiche (la cui presenza è suggerita anche da osservazioni di occultazioni), create dal vento che soffia sull'irregolare superficie di Plutone.
Un'altra prova dell'esistenza di foschia è stata ottenuta nel 2002 dall'osservazione di un'occultazione. La luce stellare che riuscì a raggiungere la Terra durante l'occultazione (a causa della rifrazione causata dall'atmosfera di Plutone), dimostrò un aumento di intensità con l'aumentare della lunghezza d'onda (nell'infrarosso, da 0,75 a 2 µm). Ciò fu interpretato come una prova tangibile della diffusione della luce a causa degli aerosol (come l'arrossamento del sole all'alba o al tramonto) presenti. Tuttavia, questa caratteristica era assente durante le successive eclissi, e il 14 luglio 2015, la New Horizons ha trovato che la foschia era blu.
Nell'ultima serie di immagini ricevute dalla New Horizons sono state osservate anche alcune potenziali nuvole.

## Temperatura e struttura
Plutone non ha una vera troposfera; le osservazioni della New Horizons suggeriscono un sottile strato dello spessore inferiore a 1 km. Al di sopra vi è la stratosfera, dove a causa dell'effetto serra causato dal metano la temperatura varia con l'altezza; la temperatura media superficiale è di 42±4 K (misurata nel 2005), mentre il valore medio di tutta l'atmosfera è 90+25
−18 K (2008).
All'altezza di 20-40 km la temperatura raggiunge il suo massimo (100-110 K, nella stratopausa) per poi diminuire lentamente (circa 0,2 K/km; nella mesosfera). Le cause di questa diminuzione non sono del tutto chiare; potrebbe essere correlata all'azione di raffreddamento del monossido di carbonio, dell'acido cianidrico o per altri motivi. Sopra i 200 km la temperatura raggiunge circa 80 K e rimane costante.
La temperatura degli strati superiori dell'atmosfera non mostra cambiamenti temporali evidenti. Nel 1988, 2002 e 2006 era approssimativamente costante e pari a 100 K, nonostante l'aumento di pressione osservato, inoltre la temperatura rimane costante su tutta la superficie senza risentire della differente latitudine e dall'insolazione. La sole piccole differenze, di 0,5-0,8 K su una scala di pochi km, potrebbero essere causate da onde gravitazionali o turbolenze generate dal vento.
L'interazione con l'atmosfera influenza in modo significativo la temperatura della superficie. I calcoli mostrano che l'atmosfera, nonostante una pressione molto bassa, può ridurre significativamente le variazioni diurne della temperatura superficiale, tuttavia esistono variazioni di temperatura di circa 20 K, in parte causate dal raffreddamento della superficie dovuto alla sublimazione dei ghiacci.

## Pressione
La pressione dell'atmosfera di Plutone è molto bassa e fortemente variabile nel corso del tempo. Le osservazioni di occultazioni stellari di Plutone mostrano che era aumentata di circa 3 volte tra il 1988 e il 2015, nonostante Plutone si stia allontanando dal Sole dal 1989. Ciò è probabilmente causato dal polo nord di Plutone che, dopo un lungo inverno, ha iniziato a ricevere dal 1987 la luce solare, che ha intensificato la sublimazione dell'azoto dall'emisfero settentrionale, mentre il suo polo sud è ancora troppo caldo per il suo brinamento. Non è insolito che anche dopo oltre un decennio dal massimo avvicinamento al Sole la temperatura sia salita: anche se in tempi molto più brevi lo stesso si sperimenta sulla Terra, dove la temperatura massima giornaliera viene raggiunta nelle prime ore del pomeriggio e non alle 12 quando l'irraggiamento del Sole è al massimo, questo perché materia e gas che compongono superficie e aria si riscaldano gradualmente.
Era comunque difficile ottenere dati precisi da osservazioni dalla Terra, anche per via dell'incertezza del raggio di Plutone. I primi dati diretti e affidabili sugli strati più bassi dell'atmosfera sono stati ottenuti dalla New Horizons il 14 luglio 2015 tramite misurazioni effettuate col metodo della radio-occultazione. La pressione superficiale è stata stimata in 1 Pa (1,1±0,1 all'arrivo della sonda e 1,0±0,1 mentre la New Horizons stava lasciando il sistema). Ciò è in linea con i dati di occultazione degli anni precedenti, anche se alcuni vecchi dati hanno dato valori circa 2 volte più alti.

## Cambiamenti stagionali
A causa della sua eccentricità orbitale, all'afelio Plutone riceve 2,8 volte meno calore dal Sole rispetto a quando si trova al perielio. Ciò dovrebbe causare forti cambiamenti nella sua atmosfera, sebbene alcuni dettagli di questi processi non siano ben chiari. Inizialmente si pensava che all'afelio l'atmosfera si dovesse in gran parte congelare e ricadere sulla superficie, ma modelli più recenti suggeriscono che Plutone conservi un'atmosfera significativa durante tutto il suo lungo anno.
L'ultimo passaggio di Plutone al perielio avvenne il 5 settembre 1989, e a partire dal 2015 si sta allontanando dal Sole con la conseguente diminuzione della radiazione solare ricevuta. Inoltre c'è da considerare anche un altro fattore, ossia la sua grande inclinazione assiale (122,5°), che comporta lunghi giorni polari e notti su ampie parti della sua superficie. Poco prima del perielio, il 16 dicembre 1987, Plutone era all'equinozio, e il suo polo nord uscì dalla lunga notte polare, durata ben 124 anni terrestri.
Il modello elaborato dagli scienziati prevede che durante il precedente afelio, avvenuto nel 1865, fosse presente una significativa quantità di ghiaccio volatile negli emisferi settentrionale e meridionale. Circa allo stesso momento, quando si verificò l'equinozio, fu l'emisfero australe a uscire dalla lunga notte e a ricevere la luce solare. I ghiacci iniziarono a migrare verso l'emisfero settentrionale e intorno al 1900 l'emisfero meridionale divenne in gran parte privo di ghiacci. Dopo l'equinozio del 1987 fu l'emisfero australe che iniziò a oscurarsi, tuttavia la sua superficie si raffreddò lentamente, dopo la lunga esposizione alla luce solare che l'aveva abbondantemente riscaldata; per questo motivo i gas che ora stanno evaporando dall'emisfero settentrionale non possono condensarsi rapidamente in quello australe, continuando ad accumularsi nell'atmosfera, aumentandone la pressione. Intorno al 2035-2050, l'emisfero australe sarà abbastanza freddo da permettere un'intensa condensazione dei gas che migreranno dall'emisfero settentrionale. Questo processo continuerà fino al successivo equinozio, che avverrà circa nello stesso periodo del prossimo afelio, nel 2113. L'emisfero nord non perderà completamente i gas volatili e la loro sublimazione continuerà a rifornire l'atmosfera anche durante l'afelio. Il cambiamento della pressione atmosferica basato su questo modello è di circa 4 volte; il minimo è stato raggiunto vicino agli anni 1970-1980, e il massimo sarà attorno al 2030. La temperatura durante questo ciclo varia solamente di alcuni gradi.

## Fuga atmosferica

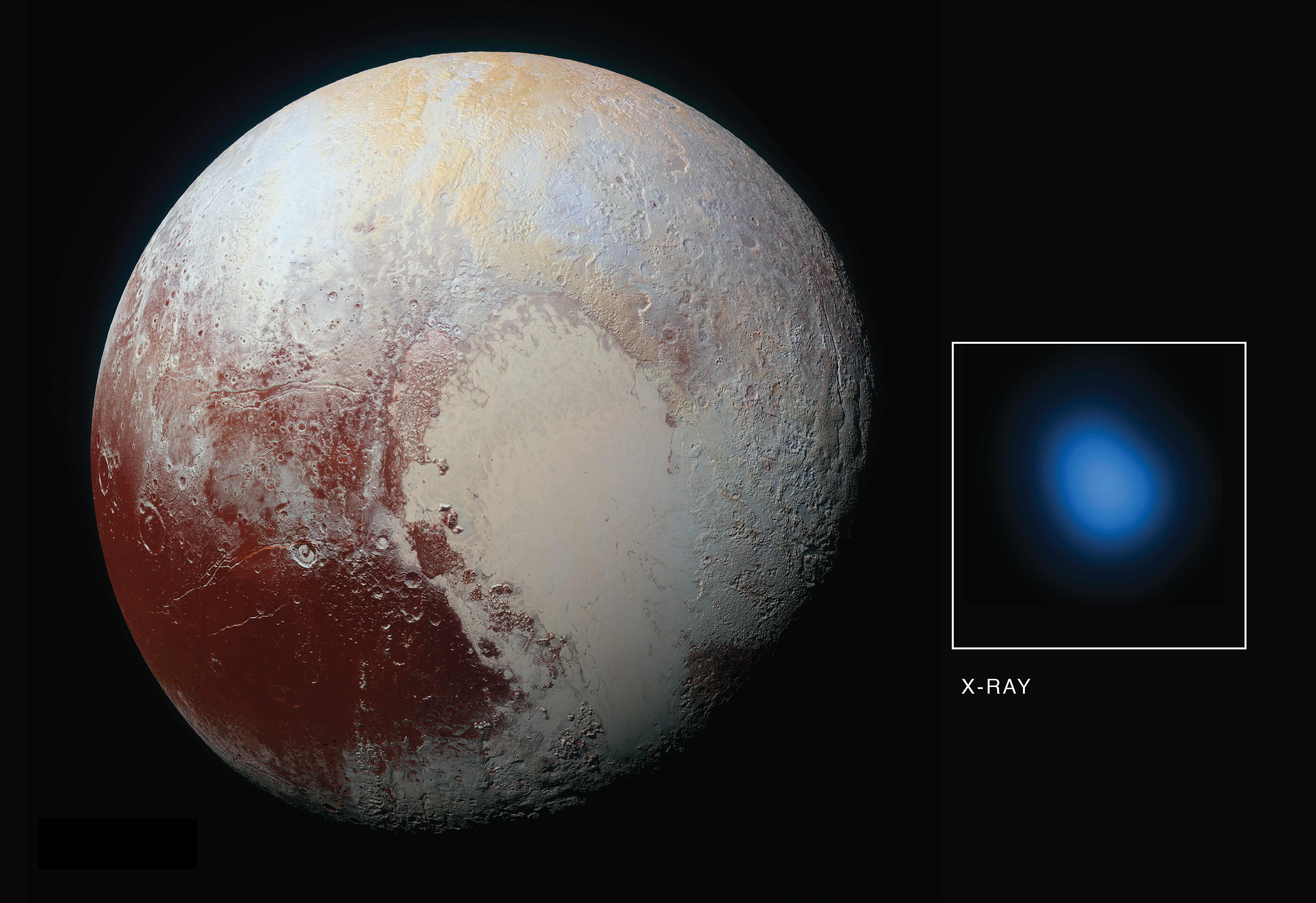
Nel piccolo riquadro, accanto all'immagine della New Horizons, Plutone ripreso ai raggi X dal telescopio spaziale Chandra: si pensa che i raggi X siano generati dall'interazione tra i gas che circondano Plutone e il vento solare.

Dai dati a disposizione prima della missione New Horizons, si pensava che l'atmosfera di Plutone perdesse 1027-1028 molecole (50-500 kg) di azoto al secondo, corrispondenti alla perdita di uno strato superficiale di ghiaccio di diverse centinaia di metri o di chilometri di spessore durante la vita del sistema solare. I dati ottenuti dalla sonda spaziale hanno tuttavia rivelato che la fuga atmosferica è stata sovrastimata di almeno quattro ordini di grandezza; l'atmosfera di Plutone sta attualmente perdendo solo 1x1023 molecole di azoto e 5×1025 molecole di metano ogni secondo. Ciò comporta una perdita di solo alcuni centimetri di ghiaccio di azoto e di decine di metri di ghiaccio di metano durante l'intera vita del sistema solare.
Le molecole che sfuggono a velocità elevata nello spazio vengono ionizzate dalla radiazione ultravioletta del Sole, formando un ostacolo al vento solare che viene rallentato e deviato, creando un'onda d'urto a monte di Plutone. Gli ioni, catturati dal vento solare, vengono trasportati oltre il pianeta nano, formando una coda di ioni o di plasma. Lo strumento SWAP della New Horizons durante il suo allontanamento determinerà la velocità con la quale Plutone perde la sua atmosfera, consentendo agli scienziati di studiare l'evoluzione futura dell'atmosfera e della superficie di Plutone.
La calotta bruno-rossastra del polo nord di Caronte, la più grande delle lune di Plutone, può essere composta da toline, macromolecole organiche prodotte da metano, azoto e altri gas rilasciati dall'atmosfera di Plutone nello spazio circostante, e che Caronte cattura durante la sua rivoluzione attorno al centro di massa del sistema.